# اندروید اس‌دی‌کی
اندروید اس‌دی‌کی (به انگلیسی: Android SDK) یک کیت توسعهٔ نرم‌افزار برای اندروید است که شامل گروهی فراگیر از ابزارهای توسعه است. اینها شامل دیباگر، کتابخانه‌ها، شبیه‌ساز گوشی مبتنی بر QEMU، اسناد، کد نمونه و آموزش می‌باشد. SDK بخشی از IDE رسمی اندروید استودیو است اما جداگانه نیز می‌توان از آن استفاده کرد.
سکوهای توسعه‌ای که در حال حاضر پشتیبانی می‌شوند شامل رایانه‌های دارای سیستم‌عامل لینوکس (هر توزیع مدرن لینوکس)، Mac OS X 10.5.8 یا بالاتر، و Windows 7 یا بالاتر هستند.

## ویژگی‌ها و اجزای اصلی

#### ۱.دیباگر(Debugger)
دیباگر یک ابزار کلیدی برای شناسایی و رفع اشکالات موجود در کدهای نوشته شده است. این ابزار به توسعه‌دهندگان اجازه می‌دهد به‌صورت مرحله‌به‌مرحله کدها را بررسی کنند، متغیرها را مشاهده کنند و مشکلاتی همچون خطاهای منطقی و استثناهای غیرمنتظره را رفع کنند.

#### ۲. کتابخانه‌ها (Libraries)
Android SDK شامل کتابخانه‌های قدرتمندی است که توابع و کلاس‌های متنوعی را برای توسعه اپلیکیشن فراهم می‌کند. این کتابخانه‌ها برای انجام وظایفی نظیر مدیریت پایگاه داده، تعامل با دوربین، شبکه، و سیستم عامل به کار می‌روند.

#### ۳. شبیه‌ساز اندروید (Android Emulator)
این ابزار یک شبیه‌ساز قدرتمند است که دستگاه‌های اندرویدی را به‌صورت مجازی روی رایانه شبیه‌سازی می‌کند. شبیه‌ساز به توسعه‌دهندگان امکان می‌دهد اپلیکیشن‌های خود را در سناریوهای مختلف تست کنند، از جمله دستگاه‌هایی با اندازه صفحه‌نمایش و نسخه‌های مختلف اندروید.

#### ۴. Android Debug Bridge (ADB)
ADB ابزاری خط فرمانی است که به توسعه‌دهندگان اجازه می‌دهد به دستگاه‌های اندرویدی متصل شوند، دستورات مختلفی اجرا کنند، و عملیات‌هایی مانند نصب برنامه یا جمع‌آوری گزارش‌های خطا (logcat) را انجام دهند.

#### ۵. مستندات و آموزش‌ها
Android SDK شامل مجموعه‌ای از مستندات جامع است که به توسعه‌دهندگان کمک می‌کند نحوه استفاده از APIهای اندروید و ابزارهای مختلف را بیاموزند. این مستندات از طریق وب‌سایت Android Developers در دسترس هستند.

#### ۶.Gradle
Gradle یک ابزار مدیریت ساخت است که برای کامپایل، مدیریت وابستگی‌ها، و تولید نسخه‌های نهایی برنامه استفاده می‌شود. این ابزار یکی از اجزای اصلی Android Studio است و توسعه‌دهندگان می‌توانند از آن برای اتوماسیون فرآیندهای توسعه استفاده کنند.

## ویژگی‌ها و مزایا
- یکپارچگی با Android Studio: Android SDK کاملاً با محیط توسعه رسمی اندروید (Android Studio) یکپارچه شده و تجربه‌ای ساده و کارآمد برای توسعه‌دهندگان فراهم می‌کند.
- پشتیبانی از ابزارهای شبیه‌سازی: امکان تست برنامه‌ها روی انواع دستگاه‌های مجازی با نسخه‌ها و تنظیمات مختلف.
- به‌روزرسانی‌های مداوم: گوگل به‌طور مرتب ابزارها و APIهای جدیدی به SDK اضافه می‌کند که به توسعه‌دهندگان اجازه می‌دهد از آخرین قابلیت‌های اندروید بهره‌مند شوند.
- چندسکویی بودن: Android SDK روی سیستم‌عامل‌های مختلف مانند ویندوز، لینوکس و مک‌اواس اجرا می‌شود.

## سکوهای پشتیبانی‌شده
Android SDK روی سیستم‌عامل‌های مختلفی قابل اجرا است:
- لینوکس: توزیع‌های مدرن مانند اوبونتو، فدورا و دیگر نسخه‌های مبتنی بر لینوکس.
- مک‌اواس: نسخه‌های 10.5.8 یا بالاتر.
- ویندوز: نسخه‌های 7 یا بالاتر.

## موارد استفاده Android SDK
۱. توسعه اپلیکیشن‌های موبایلی: توسعه‌دهندگان از Android SDK برای ساخت برنامه‌های اندرویدی استفاده می‌کنند. این ابزار تمام ابزارهای لازم برای طراحی رابط کاربری، تعامل با سخت‌افزار دستگاه و مدیریت داده‌ها را در اختیار قرار می‌دهد.
۲. شبیه‌سازی و تست: Android Emulator امکان تست برنامه‌ها در محیط‌های مختلف را فراهم می‌کند، از جمله اندازه‌های مختلف صفحه‌نمایش و نسخه‌های مختلف اندروید.
۳. استفاده در صنایع مختلف: Android SDK در صنایع متنوعی مانند سلامت، بازی‌سازی، تجارت الکترونیک، و آموزش برای ساخت اپلیکیشن‌های کاربردی و تخصصی استفاده می‌شود.

## تاریخچه و نسخه‌ها
Android SDK در سال ۲۰۰۸ همراه با معرفی نسخه ابتدایی سیستم‌عامل اندروید ارائه شد. از آن زمان، نسخه‌های متعددی از SDK منتشر شده است که هرکدام شامل ابزارها و ویژگی‌های جدیدی برای هماهنگی با نسخه‌های جدید اندروید بوده‌اند. برخی از نقاط عطف تاریخی عبارتند از:
- Android 1.0: اولین نسخه SDK شامل ابزارهای ابتدایی برای توسعه برنامه‌ها.
- Android 4.0 (Ice Cream Sandwich): معرفی APIهای جدید برای طراحی مدرن رابط کاربری.
- Android 10 و بالاتر: اضافه شدن قابلیت‌های پیشرفته مانند Dark Mode و مدیریت دسترسی‌های حریم خصوصی.

## ابزارهای مرتبط با Android SDK
۱. اندروید استودیو (Android Studio): Android Studio محیط توسعه رسمی اندروید است که با استفاده از Android SDK تجربه کاربری ساده‌تری را برای توسعه‌دهندگان فراهم می‌کند.
۲. NDK (Native Development Kit): ابزاری برای توسعه برنامه‌های نیتیو با زبان‌هایی مانند C و ++C که برای پروژه‌های پرکاربرد و بازی‌های گرافیکی استفاده می‌شود.
۳. Firebase: یک پلتفرم جامع ارائه‌شده توسط گوگل که ابزارهایی برای مدیریت پایگاه داده، احراز هویت، و آنالیز اپلیکیشن فراهم می‌کند.

## آموزش و یادگیری
- مستندات رسمی: گوگل مستندات جامعی را در وب‌سایت Android Developers ارائه می‌کند که برای توسعه‌دهندگان بسیار مفید است.
- دوره‌های آنلاین: پلتفرم‌هایی مانند Udemy، Coursera و Pluralsight دوره‌های آموزشی جامعی برای یادگیری Android SDK ارائه می‌دهند.
- کتاب‌های مرجع: کتاب‌هایی مانند Android Programming: The Big Nerd Ranch Guide منابع معتبری برای یادگیری هستند.